# Pascal Favre
Pascal Favre, né en 1949 à Siviriez (Fribourg), est un musicien, compositeur, trompettiste et chef d'harmonie suisse.

## Biographie
Après une formation commerciale complète, il commence ses études musicales au Conservatoire de Lausanne dans les classes de trompette de Jean-Pierre Matthez et Vanka Samonikov. Il obtient le prix du meilleur examen des cuivres en 1976 et un prix de pédagogie en 1978. Il suit les cours de direction d’orchestre auprès de Michel Rochat, d’orchestration et de composition auprès de Jean Balissat, et obtient son diplôme de direction en 1982.
Plusieurs stages viennent compléter sa formation : chant grégorien à Solesmes, trompette avec James Stamp et Thomas Stevens, direction d’orchestre à Naples avec Michel Rochat. Désireux de parfaire encore son approche de la pédagogie, il suit également une formation en psychologie à l'Université de Paris VIII par l'intermédiaire du Centre romand d’enseignement à distance de Sierre. En 2001, Pascal Favre reçoit le prix des musiciens suisses Stephan Jaeggi pour son apport précieux à la musique instrumentale helvétique. En 2003, la ville de Crissier lui attribue le « Mérite Artistique et Culturel » pour son dévouement, ses qualités d'animateur, de chef et de compositeur.
Pascal Favre est professeur de direction et d'instrumentation pour instruments à vent aux Conservatoires de Lausanne et de Sion ; il donne également des cours à l’académie de musique Tibor Varga de Sion. Directeur du Brass band de Crissier, de l'orchestre à vents du Conservatoire de Lausanne, il a aussi dirigé, entre autres, l’ensemble de cuivres valaisan, l’Harmonie nationale des jeunes, le Corps de musique de la ville de Bulle (1979), l’Union instrumentale de Payerne et la Stadtmusik de Berne. Il est très sollicité comme expert, notamment au Concours européen des brass bands à Munich et à Bourbon-Lancy, France, (Orchestre à vents) – sans compter les cours de direction de la Société cantonale des musiques fribourgeoises, dont il supervise régulièrement les examens, et les concours de solistes du canton de Fribourg.
Un fonds Pascal Favre a été créé à la Bibliothèque cantonale et universitaire - Lausanne.

## Sources
- « Pascal Favre », sur la base de données des personnalités vaudoises sur la plateforme « Patrinum » de la Bibliothèque cantonale et universitaire de Lausanne.
- 24 Heures, 2008/09/11, p. 17
- 24 Heures, 2009/05/02, p. 47
- 24 Heures, 2005/10/28, p. 27
- Revue des musiques, n° 15-16, 1997, p. 22/23